# Gordon J. Freeman
Gordon J. Freeman ist ein US-amerikanischer Immunologe und Onkologe am Dana-Farber Cancer Institute und an der Harvard Medical School.
Freeman befasst sich mit stimulierenden und inhibierenden Signalen im Prozess der Immunantwort. Er konnte wesentlich zur Aufklärung der Bedeutung von B7-1, B7-2 und anderen Mitgliedern der B7-Genfamilie sowie von CD28 und CTLA-4 bei der T-Zell-Aktivierung und von PD-L1/PD-1 (Programmed cell death protein 1) bei der Hemmung der T-Zell-Aktivierung beitragen. Die Blockade des PD-1-Stoffwechselwegs stellt eine bedeutende neue Möglichkeit der Krebstherapie dar (siehe zum Beispiel Pembrolizumab).
Freeman erwarb an der Harvard University einen Bachelor in Biochemie und Molekularbiologie. 1979 erwarb er ebendort einen Ph.D. und arbeitete anschließend als Postdoktorand bei Harvey Cantor und Lee Nadler am Dana-Farber Cancer Institute (DFCI). Stand 2016 leitet er eine Arbeitsgruppe am DFCI und ist Professor für Innere Medizin an der Harvard Medical School.
2014 erhielt Freeman gemeinsam mit Tasuku Honjo, Lieping Chen und Arlene Sharpe den William B. Coley Award.
Seit 2016 zählt Thomson Reuters Freeman (gemeinsam mit Honjo und Sharpe) aufgrund der Zahl ihrer Zitierungen zu den Favoriten auf einen Nobelpreis (Thomson Reuters Citation Laureates). 2017 gehört Freeman zu den Preisträgern des Warren Alpert Foundation Prize, 2022 wurde er in die American Academy of Arts and Sciences und in die National Academy of Sciences gewählt.